# Лазовский (резерват)
Лазовский е резерват в южната част на Приморски край, основан през 1935 г.

## География
Резерватът е разположен на територия, намираща се между реките Киевка и Черная, в югоизточната част на планинския масив Сихоте Алин. Максималната му височина е 1379 m. Площта му е 120 989 хектара, включително 15 000 хектара охраняема зона. В югоизточна посока граничи с Японско море в протежение на 36 km.
В резервата са включени и 2 малки острова – Петров и Белцов. Около 96 % от територията на резервата е заета от гори.

## Биоразнообразие
Резерватът е обитаван от повече от 318 вида птици. Той е уникален с това, че в него живее ендемичният за района Амурски горал. Лазаровский е сред местообитанията на амурския тигър. Там живеят и още много видове бозайници (петнист елен и др.), птици, земноводни, риби и насекоми.
Горите са от иглолистно-широколистен тип.